# 쓰레기

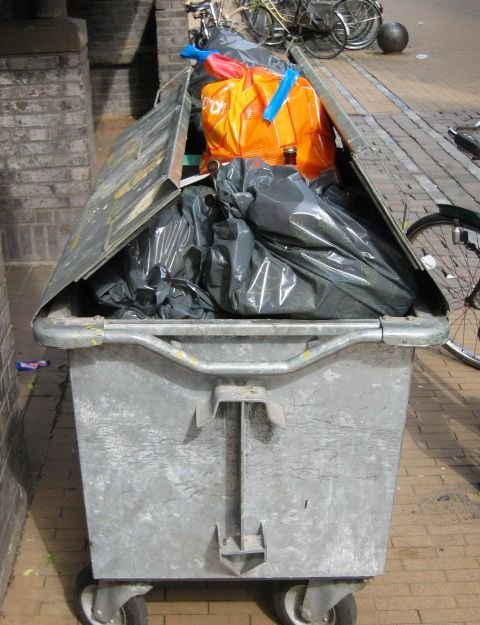
수레형 쓰레기통 안의 쓰레기

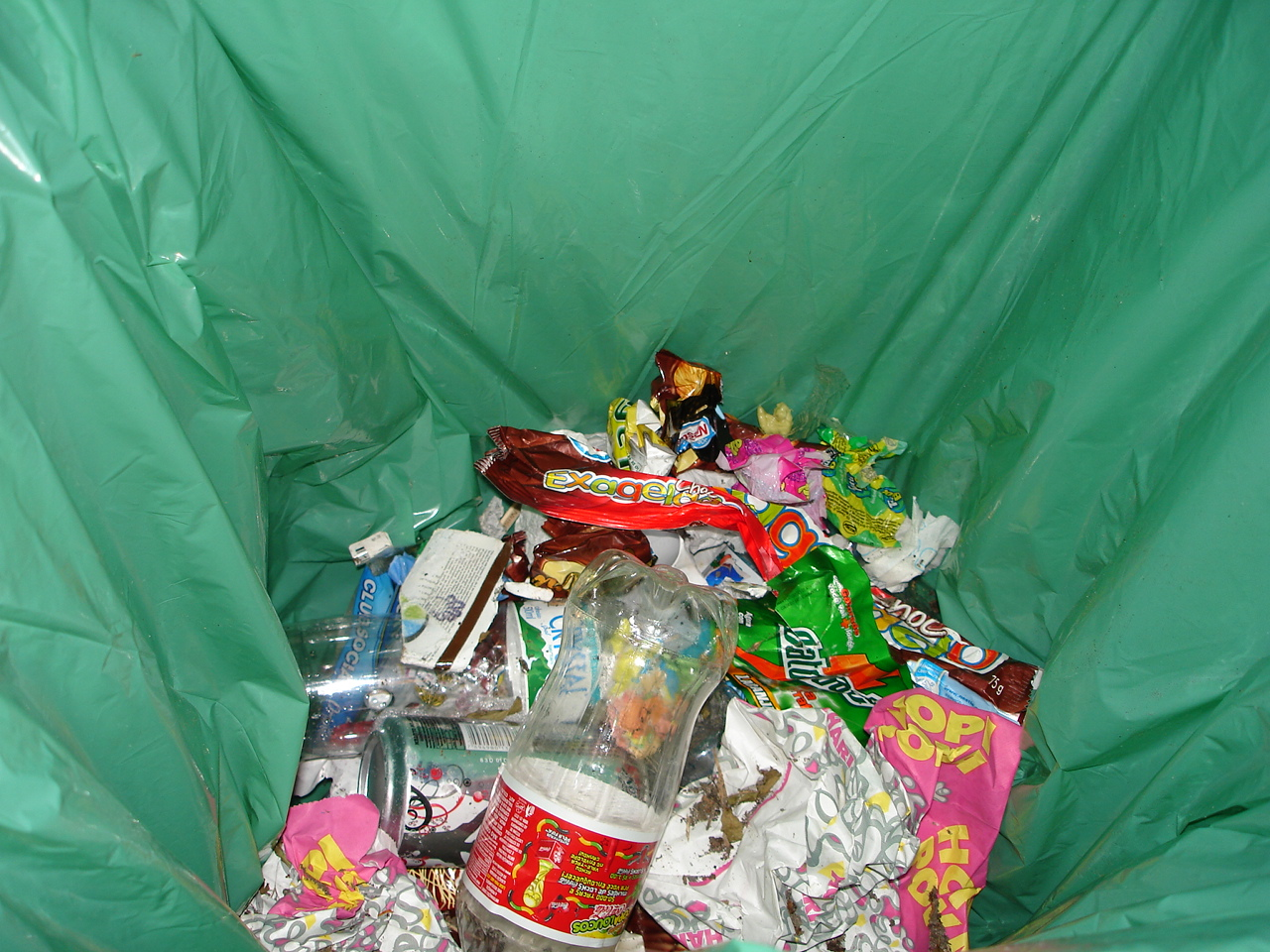
쓰레기 가방 안의 쓰레기

쓰레기(영어: garbage, trash, rubbish, refuse)는 불필요하거나 쓸모가 없어서 버려야 될 것을 통틀어서 부르는 말이다. 폐기물 중에서 특히 고체 폐기물을 의미한다. 쓰레기는 인간 활동의 결과물 중 값이 없거나, 악취를 풍기거나 거부감이 일게 하며 원하지 않게 되어 미리 약속한 장소에 놓아 이들을 수거하게 한다. 이 가운데에는 쓸만하다고 여겨질 경우는 재활용되기도 하며, 이런 재활용을 쉽게 하기 위해 분리수거가 이루어지기도 한다. 

## 개요
사람들은 해마다 수십억 톤(t)의 차·타이어·냉장고·요리 기구·깡통과 같은 포장 물질·금속·종이·플라스틱 조각 등의 쓰레기를 버린다. 이 가운데 많은 양은 길가에 버려지고, 호수나 하천에 떠다니며, 보기 흉한 쓰레기 더미로 쌓이게 된다.  고체 폐기물이 단순 매립되는 경우에는 주변의 경관을 파괴한다. 또한 폐기물 더미는 바퀴벌레, 쥐와 같이 병을 옮기는 동물의 서식지가 된다. 일부 고체 폐기물은 소각도 하지만, 이것도 대기오염을 일으키는 매연을 발생시킨다. 또한 물에 버리면 여러 가지 형태로 수질이 오염된다. 고체 폐기물은 대부분 매립지에 묻힌다. 그러나 쓰레기 처리장으로 이용할 수 있는 땅은 점점 줄어드는 반면, 고체 폐기물의 발생량은 점점 많아지고 있다. 게다가 처분하기 어려운 폐기물의 양도 나날이 늘고 있다.  플라스틱으로 만든 1회용 제품의 사용량이 점점 많아지고 있기 때문에 이로 인한 환경오염은 날로 심각해지고 있다. 플라스틱을 소각하면 염산, 알데히드, 암모니아, 일산화탄소, 다이옥신 등이 생긴다. 플라스틱은 분류가 어렵고, 소각할 때 오염물질이 많이 발생하며, 매립할 때 분해가 거의 안 된다. 따라서 플라스틱을 재활용하거나 분해가 되는 플라스틱을 개발하는 연구가 진행되고 있다. 그 성과가 일부 활용되기도 하지만 처리량에 비해 배출량이 너무 많아, 아직 문제 해결과는 너무나 거리가 멀다.

## 분류

### 내용물에 따라
- 유기물 쓰레기
- 비유기물 쓰레기
- 위험 물질 쓰레기

### 분류하기 힘든 쓰레기
- 종이와 마분지
- 인간 및 각종 동물의 배설물
- 중금속이 들어있는 물건

### 사회적 분류
- 가정 쓰레기
- 도시 쓰레기
- 공업 쓰레기
- 바다 쓰레기
- 우주 쓰레기

## 과정

### 분리배출과 분리수거
오늘날에는 편리한 처리와 환경 보호를 위해 쓰레기를 수거할 때 분리수거를 하거나 버릴 때 분류해서 버리는 경우가 많아지고 있다. 보통 쓰레기는 불에 잘 타는 가연성 쓰레기와 그 반대인 불연성 쓰레기로 구분되며 음식물 쓰레기나 플라스틱 등 재질에 따라 분류되기도 한다. 시간이 지남에 따라 쓰레기 분류 체계는 더욱 철저해지고 있다.

### 처리

#### 매립
쓰레기를 처리하는 가장 흔한 방법은 쓰레기를 매립하는 것이다. 보통 쓰레기는 쓰레기 매립지와 같은 특정한 지역에서 매립된다. 쓰레기를 매립한 장소에서는 토양 오염이 진행되며 심한 악취가 발생한다. 대한민국에서는 가연성 쓰레기의 매립이 금지된다.

#### 소각
쓰레기 소각 또한 많은 곳에서 진행된다. 매립과 비슷하게 쓰레기 소각은 소각로와 같은 특정한 지역에서 진행된다. 하지만 매립이 토양 오염을 발생시키는 것과 달리 소각은 매연으로 인한 대기 오염을 발생시킨다. 대한민국에서는 지정된 시설 외의 민간인에 의한 쓰레기 소각이 금지되어 있다.

#### 재활용
오늘날에는 환경 문제가 대두되면서 쓰레기 재활용 사례가 늘어나고 있다. 폐기된 물건을 고치거나 원래와는 다른 용도로 다시 만드는 것 또한 재활용의 의미에 포함된다. 이런 재활용은 환경 오염을 최소화할 수 있으며 일부 음식물 쓰레기를 제외한 많은 종류의 폐기물을 이 방법으로 처리할 수 있다는 장점이 있다.

#### 해양 투기
해양 투기는 국제법상으로 금지되어 있다. 하지만 여전히 많은 곳에서 행해지고 있으며 주로 비닐, 공장의 오수 등이 버려진다. 이로 인해 작은 섬이 만들어지기도 하는데 이런 섬은 "플라스틱 아일랜드"라고 불린다. 하지만 환경 관련 논란이 커지면서 이런 해양 투기는 점점 줄어드는 추세이다.

## 같이 보기
- 폐기물
- 폐기물관리법
- 폐기물 관리
- 쓰레기봉투
- 음식물 쓰레기
- 쓰레기 최소화
- 재활용
- 태평양 거대 쓰레기 지대
- 방사성 폐기물
- 전자 쓰레기
- 우주 쓰레기
- 유해폐기물
- 쓰레기 소각
- 쓰레기 매립지
- 반지성주의